# Paradoja física

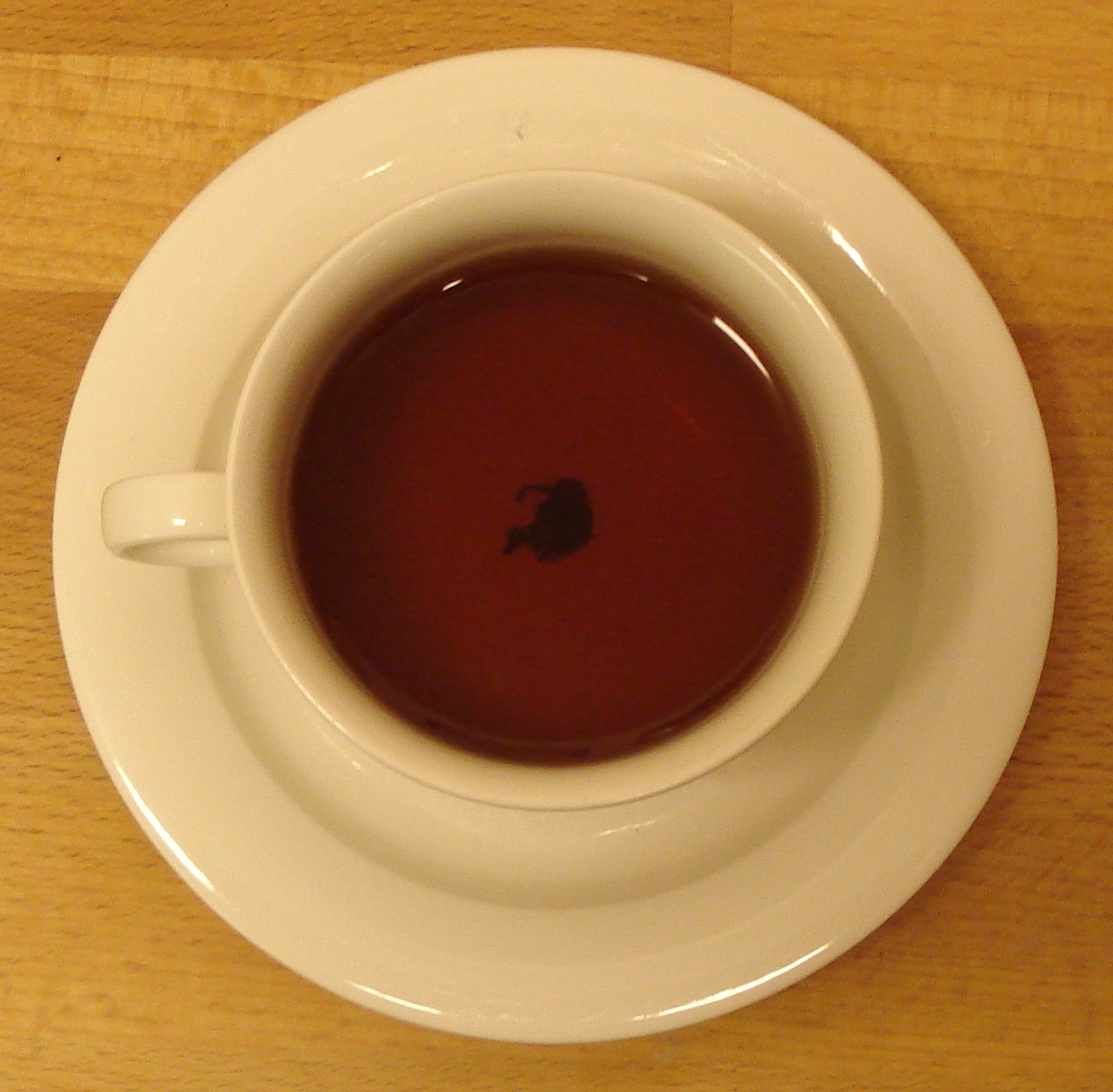
La paradoja de la hoja de té es el fenómeno por el cual las hojas de té en una taza de la bebida migran al centro y al fondo de la taza después de ser agitadas, en lugar de ser forzadas hacia los bordes, como se esperaría en el caso de un centrifugado en espiral

Un paradoja física es una contradicción aparente en las descripciones físicas del universo. Si bien muchas de ellas tienen soluciones aceptadas, otras desafían su resolución y pueden indicar fallos en una teoría. En física, como en toda la ciencia, generalmente se supone que las contradicciones y las paradojas son casos de error e incompletitud porque se supone que la realidad es completamente consistente, aunque esta afirmación es en sí misma es una suposición filosófica. Cuando, como en campos como la mecánica cuántica y la teoría de la relatividad, se ha demostrado que los supuestos existentes sobre la realidad se desmoronan, estos problemas generalmente se han solucionado cambiando los supuestos que permiten comprender la realidad a unos nuevos, que siguen siendo autoconsistentes ante las nuevas evidencias.

## Paradojas relacionadas con suposiciones falsas

La paradoja de los gemelos ilustra la teoría del tiempo no absoluto

Ciertas paradojas físicas desafían las predicciones del sentido común sobre situaciones físicas. En algunos casos, este es el resultado de que la física moderna describa correctamente el mundo natural en circunstancias que están muy fuera de la experiencia cotidiana. Por ejemplo, la teoría de la relatividad especial ha generado tradicionalmente dos paradojas comunes: la paradoja de los gemelos y la paradoja de la escalera. Ambas implican experimentos mentales que desafían los supuestos tradicionales del sentido común sobre el tiempo y el espacio. En particular, los efectos de la dilatación del tiempo y la contracción de Lorentz se utilizan en ambas paradojas para crear situaciones que aparentemente se contradicen entre sí. Resulta que el axioma fundamental de la relatividad especial de que la velocidad de la luz es invariante en cualquier sistema de referencia requiere que conceptos como la simultaneidad y el tiempo y espacio absolutos no sean aplicables cuando se comparan marcos de referencia radicalmente diferentes.
Otra paradoja asociada con la relatividad es la paradoja de Supplee, que parece describir dos sistemas de referencia que parecen irreconciliables. En este caso, se supone que el problema está bien planteado en la relatividad especial, pero debido a que el efecto depende de objetos y fluidos con masa, es necesario tener en cuenta los efectos de la relatividad general. Tomando las suposiciones correctas, la resolución es en realidad una manera de reformular el principio de equivalencia.
La paradoja de Babinet, contrariamente a las expectativas intuitivas, consiste en que la cantidad de radiación eliminada de un haz en el límite de difracción es igual al doble del área de la sección transversal. Esto se debe a que existen dos procesos separados que eliminan la radiación del haz en cantidades iguales: absorción y difracción.
De manera similar, existe un conjunto de paradojas físicas que dependen directamente de una o más suposiciones que son incorrectas. La paradoja de Gibbs en mecánica estadística arroja una aparente contradicción al calcular la entropía de una mezcla. Si no se tiene en cuenta adecuadamente la suposición de que las partículas en un gas ideal son indistinguibles, la entropía calculada no es un variable extensiva como debería ser.
La paradoja de Olbers muestra que un universo infinito con una distribución uniforme de estrellas conduciría necesariamente a un cielo tan brillante como una estrella. El cielo nocturno oscuro observado puede resolverse alternativamente afirmando que una de las dos suposiciones es incorrecta. Esta paradoja se utilizó a veces para argumentar que un universo homogéneo e isótropo como requiere el principio cosmológico es necesariamente finito en extensión, pero resulta que hay maneras de flexibilizar los supuestos en otros casos mediante formas que admitan resoluciones alternativas.
La paradoja de Mpemba, bajo ciertas condiciones, implica que el agua caliente se congelará más rápido que el agua fría, aunque debe pasar por la misma temperatura que el agua fría durante el proceso de congelación. Esto es una aparente violación de la ley del enfriamiento de Newton, pero en realidad se debe a los efectos de sistemas no lineales que influyen en el proceso de congelación. La suposición de que solo la temperatura del agua afectará al proceso de congelación no es correcta.

## Paradojas relacionadas con idealizaciones matemáticas no físicas

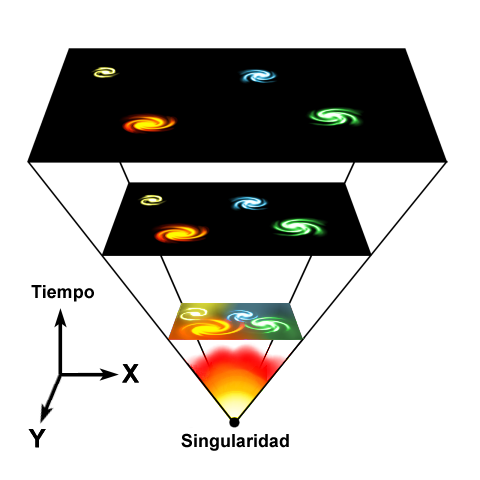
La singularidad gravitacional infinitamente densa postulada en el Big Bang a medida que el tiempo se acerca a un punto inicial del universo, es un ejemplo de una paradoja física

Una paradoja común se produce con idealizaciones matemáticas como el origen de un proceso en un punto, que describen bien los fenómenos físicos cuando se analizan a escalas distantes o globales, pero que se ven condicionadas por la singularidad matemática que constituye el propio punto de partida. A veces se considera que estas paradojas están relacionadas con las paradojas de Zenón, y todas tienen que ver con las manifestaciones físicas de las propiedades matemáticas de conceptos como continuidad, infinitesimalidad e infinitud, a menudo vinculados con el espacio y el tiempo. Por ejemplo, el campo eléctrico asociado con un punto material es infinito en la ubicación de la carga puntual. Una consecuencia de esta aparente paradoja es que el campo eléctrico de una carga puntual solo puede describirse en un sentido limitado mediante un operador delta de Dirac cuidadosamente construido. Este concepto matemáticamente poco elegante pero físicamente útil permite el cálculo eficiente de las condiciones físicas asociadas, mientras evita convenientemente la cuestión filosófica de lo que realmente ocurre en el punto infinitesimalmente definido: una pregunta que la física aún no puede responder. Afortunadamente, una teoría consistente de la electrodinámica cuántica elimina por completo la necesidad de cargas puntuales infinitesimales.
Una situación similar ocurre en la relatividad general con la singularidad gravitacional asociado a la métrica de Schwarzschild que describe la geometría de un agujero negro. La curvatura del espacio-tiempo en la singularidad es infinita, lo que es otra forma de afirmar que la teoría no describe las condiciones físicas en este punto. Se espera que la solución a esta paradoja se encuentre con una teoría consistente de la gravedad cuántica, algo que hasta ahora ha sido difícil de alcanzar. Una consecuencia de esta paradoja es que la singularidad asociada con el supuesto punto de partida del universo (véase Big Bang) no está adecuadamente descrita por la física. Antes de que pueda ocurrir una extrapolación teórica de una singularidad, los efectos de la mecánica cuántica se vuelven importantes durante la historia del universo. Sin una teoría consistente, no puede haber ninguna afirmación significativa sobre las condiciones físicas asociadas con el universo antes de este punto.
Otra paradoja debida a la idealización matemática es la paradoja de D'Alembert en mecánica de fluidos. Cuando se calculan las fuerzas asociadas con el flujo bidimensional estable de un fluido incompresible y no viscoso alrededor de un cuerpo, no se produce arrastre. Sin embargo, este supuesto está en contradicción con las observaciones de tales flujos, pero resulta que un fluido que satisfaga rigurosamente todas las condiciones es una imposibilidad física. El modelo matemático falla en la superficie del cuerpo y se deben considerar nuevas soluciones que involucren la capa límite para modelar correctamente los efectos de arrastre.

## Paradojas de la mecánica cuántica

En el experimento mental del gato de Schrödinger, un gato está paradójicamente vivo y muerto a la vez

En mecánica cuántica, un conjunto significativo de paradojas físicas están asociadas con la posición privilegiada del observador.

Dos de estas son:
1. La paradoja EPR[6]
2. La paradoja del gato de Schrödinger[7]

Se supone que estos experimentos mentales utilizan principios de la mecánica cuántica para deducir conclusiones que son aparentemente contradictorias.
En el caso del gato de Schrödinger, la paradoja toma la forma de un aparente absurdo. El gato se coloca en una caja cerrada (cuyo interior no se puede ver desde fuera) con un interruptor mecánico cuántico diseñado para matar al gato cuando se detecta radiación (cuya aparición es aleatoria)). Mientras está en la caja, se describe que el gato está en una superposición cuántica de estados "muerto" y "vivo", aunque cuando se abre la caja se produce el colapso de la función de onda a uno de los dos estados.
En el caso de la paradoja EPR, el entrelazamiento cuántico parece permitir la imposibilidad física de que la información se transmita más rápido que la velocidad de la luz, violando la teoría de la relatividad especial. Relacionado con la paradoja EPR está el fenómeno de la seudotelepatía cuántica, en el que las partes a las que se les impide comunicarse logran realizar tareas que parecen requerir contacto directo.
Estas paradojas surgen cuando la mecánica cuántica se interpreta incorrectamente.: 5  Por ejemplo, la mecánica cuántica no pretende representar "un gato". La mecánica cuántica representa probabilidades de que ocurran eventos específicos, como predecir la probabilidad de que esté vivo cuando se abre la caja. Asimismo, la paradoja EPR es una consecuencia del razonamiento sobre dos "partículas" distintas.: 169 
Las teorías especulativas sobre la gravedad cuántica que combinan la relatividad general con la mecánica cuántica tienen sus propias paradojas asociadas, que generalmente se aceptan como artefactos de la falta de un modelo físico consistente que combine las dos teorías. Una de esas paradojas es la paradoja de la pérdida de información en agujeros negros, que señala que la información asociada con una partícula que cae en un agujero negro no se conserva cuando la radiación de Hawking teórica hace que el agujero negro se evapore.

## Paradojas de causalidad
Existe un conjunto de paradojas similares dentro del área de la física, que involucran la flecha del tiempo y la causalidad. Una de ellas, la paradoja del abuelo, trata de la naturaleza peculiar de la causalidad en bucles cerrados de espacio-tiempo. En su concepción más simple, la paradoja involucra a una persona que viaja en el tiempo y asesina a un antepasado que aún no había tenido la oportunidad de procrear. La naturaleza especulativa del viaje en el tiempo al pasado significa que no existe una resolución acordada para la paradoja, y ni siquiera está claro que existan soluciones físicamente posibles para las ecuaciones de Einstein que permitirían que se cumplan las condiciones requeridas para que se cumpla la paradoja. Sin embargo, hay dos explicaciones comunes para posibles soluciones a esta paradoja que adquieren un tono similar a las explicaciones de las paradojas de la mecánica cuántica. En la llamada solución autoconsistente, la realidad se construye de tal manera que determinísticamente se evita que ocurran tales paradojas. Esta idea incomoda a muchos defensores del libre albedrío, aunque resulta muy satisfactoria para los partidarios de la filosofía naturalista. Alternativamente, a veces se conjetura que la idealización de la interpretación de los muchos mundos o del concepto de universos paralelos permite una fractura continua de posibles líneas del universo en muchas realidades alternativas diferentes. Esto significaría que cualquier persona que viajara hacia atrás en el tiempo necesariamente entraría en un universo paralelo diferente que tendría una historia diferente desde el momento del viaje en el tiempo hacia adelante.
Otra paradoja asociada con la causalidad y la naturaleza unidireccional del tiempo es la paradoja de Loschmidt, que plantea la pregunta de cómo pueden los microprocesos que son irreversibles producir un aumento de la entropía también irreversible. El teorema sobre la fluctuación de la entropía proporciona rigurosamente una resolución parcial a esta paradoja, que se basa en realizar un seguimiento cuidadoso de las cantidades promediadas en el tiempo para mostrar que, desde el punto de vista del mecánica estadística, es mucho más probable que la entropía aumente que disminuya. Sin embargo, si no se hacen suposiciones sobre las condiciones de contorno iniciales, el teorema de la fluctuación debería aplicarse igualmente a la inversa, prediciendo que un sistema actualmente en un estado de baja entropía es más probable que haya estado en un estado de mayor entropía en el pasado, en contradicción con lo que normalmente se vería en una película invertida de un estado de desequilibrio que va hacia el equilibrio. Por lo tanto, la asimetría general en termodinámica que está en el núcleo de la paradoja de Loschmidt aún no está resuelto por el teorema de la fluctuación. La mayoría de los físicos creen que la flecha del tiempo termodinámica solo puede explicarse apelando a condiciones de baja entropía poco después del Big Bang, aunque la explicación de la baja entropía del propio Big Bang todavía se debate.

## Paradojas observacionales
Otro conjunto de paradojas físicas se basa en conjuntos de observaciones que los modelos físicos actuales no explican adecuadamente. Estos pueden ser simplemente indicios de que las teorías actuales están incompletas. Se reconoce que aún no se ha logrado la unificación, lo que puede indicar problemas fundamentales con los paradigmas actuales. Aún está por determinar si esto es el presagio de una revolución científica aún por venir o si estas observaciones darán paso a futuros refinamientos o se considerarán erróneas. Una breve lista de estas observaciones, aún insuficientemente explicadas, incluye observaciones que implican la existencia de la materia oscura, observaciones que implican la existencia de la energía oscura, la asimetría observada entre materia y antimateria, el límite Greisen-Zatsepin-Kuzmin, la paradoja de la muerte térmica y la paradoja de Fermi.